# Fonal Records
Fonal Records — финская независимая звукозаписывающая фирма, специализирующаяся на психоделическом фолке и экспериментальной музыке. Основана в 1990-х годах музыкантом Сами Сянпяккиля, изначально — исключительно для выпуска записей его собственного проекта Es, но впоследствии вокруг Fonal Records сформировался круг андеграундных музыкантов, ставших лицом финской психоделик-фолк-сцены (иногда эту сцену называют New Weird Finland по аналогии с New Weird America). В середине 2000-х финская психоделическая сцена привлекла к себе внимание независимых музыкальных журналов, в частности, The Wire и Pitchfork Media. Одной из самых успешных групп с Fonal Records стали Paavoharju, чей альбом Laulu Laakson Kukista вошёл в топ-30 наиболее высоко оценённых критиками альбомов года по статистике Metacritic. Другие заметные музыканты с лейбла — Kemialliset Ystävät, Islaja, Lau Nau и прочие.

## Список музыкантов, издающихся на Fonal Records
- Antti Tolvi
- Barry Andrewsin Disko
- Chamellows
- Dolphins Into The Future
- Eeliks:en
- Es / Sami Sänpäkkilä
- Eleanoora Rosenholm
- Fricara Pacchu
- Goodiepal
- Ignatz
- Islaja
- Jarse
- Kemialliset Ystävät / Tomutonttu
- Kiila
- Kuusumun Profeetta
- Lau Nau
- Olimpia Splendid
- Paavoharju
- Petri Hagner
- Pretty Lightning
- Risto
- Shogun Kunitoki
- Teatteri Moderni Kanuuna
- Tuusanuuskat
- TV-resistori
- Ville Leinonen